# Loretoschwestern
Loretoschwestern ist der Sammelbegriff für mehrere Frauenkongregationen in der römisch-katholischen Kirche. Die Schulschwestern widmen sich in der Hauptsache der Ausbildung und Erziehung von Jugendlichen, wobei die Mädchen im Vordergrund stehen.

## Namensgebung
Der Begriff bezieht sich auf den italienischen Wallfahrtsort in Loreto. Dem Glauben nach soll hier das Haus Marias stehen. In Anlehnung an die Marienverehrung von Loreto wollen die Loretoschwestern  „marianisch“ leben und wie Maria den Heiligen Geist empfangen. Sie verstehen sich in dieser Gemeinschaft als „Magd des Herrn“ (vgl. Lk 1,38 ).

## Sisters of Loretto at the Foot of the Cross (SL)
Diese Kongregation päpstlichen Rechts wurde 1812 vom belgischen Pater Charles Nerinckx in Kentucky (USA) gegründet. Die Ordensgemeinschaft ist in den USA und Lateinamerika ansässig und hat ca. 600 Ordensschwestern.

## Suore di Santa Maria di Loreto
Die in Italien beheimatete Kongregation päpstlichen Rechts wurde 1891 von Maria Natalina Bonardi  gegründet. Sie zählt über 170 Ordensschwestern und hat ihr Mutterhaus in Vercelli.

## Sisters of the Blessed Virgin Mary
Die Ordensgemeinschaft  Institutum Beatae Mariae Virginis (IBMV) besteht aus zwei Kongregationen päpstlichen Rechts und steht in der Tradition der von Maria Ward gegründeten Englischen Fräulein, der heutigen Congregatio Jesu (CJ). Sie erhielt 1877 die päpstliche Anerkennung und übernahm 1979 die Ordensregeln nach dem Heiligen Ignatius von Loyola. Beide Institutionen leben nach den gleichen Ordensregeln und verfolgen die gleichen Ziele.

### Irischer Zweig
Die irischen Loretoschwestern, sind die 1822 in Rathfarnham von Frances (Teresa) Ball IBMV gegründete Gemeinschaft. Dieser irische Ableger der Maria-Ward-Schwestern hat heute ca. 1000 Schwestern in elf Provinzen; das Generalat befindet sich in Rom. Das bekannteste Mitglied war Mutter Teresa, die 1950 die Kongregation der Missionarinnen der Nächstenliebe gründete.

### Amerikanischer Zweig
Der amerikanische Zweig der Schwestern von Rathfarnham, der 1847 in Kanada gegründet wurde, hat ca. 200 Mitglieder, das Mutterhaus befindet sich in Toronto.